# Leonard Leisching
Leonard Leisching (Johannesburg, 11 settembre 1934 – 25 febbraio 2018) è stato un pugile sudafricano.

## Palmarès

### Olimpiadi
- Bronzo a Helsinki 1952 nei pesi piuma.

### Giochi del Commonwealth
- Oro a Vancouver 1954 nei pesi piuma.